# غوستاف كرامر
غوستاف كرامر (بالألمانية: Gustav Kramer)‏ هو عالم طيور ألماني، ولد في 11 مارس 1910 في مانهايم في ألمانيا، وتوفي في 19 أبريل 1959 في كاستروفيلاري في إيطاليا.